# Организация фидаинов иранского народа (большинство)
Организация фидаинов иранского народа (большинство) (перс. سازمان فداییان خلق ایران اکثریت‎) — иранская левая политическая организация. Появилась в 1971 году в результате раскола леворадикальной ОПФИН на реформистски настроенное большинство и более радикальное меньшинство. Таким образом организация отказалась от вооружённой борьбы и находится в полулегальной оппозиции к режиму аятолл.